# Виктория (муниципалитет Гуанахуато)
Виктория (исп. Victoria) — муниципалитет в Мексике, штат Гуанахуато, с административным центром в одноимённом городе. Численность населения, по данным переписи 2010 года, составила 19 820 человек.

## Общие сведения
Название муниципалитета Victoria с испанского языка — победа, было дано после успешного восстания 1847 года.
Площадь муниципалитета равна 1047 км², что составляет 3,42 % от общей площади штата. Он граничит с другими муниципалитетами штата Гуанахуато: на востоке с Хичу и Санта-Катариной, на юге с Тьерра-Бланкой, на юго-западе с Доктор-Мора, на западе с Сан-Луис-де-ла-Пасом, а также на севере граничит с другим штатом Мексики — Сан-Луис-Потоси.

## Учреждение и состав
Муниципалитет был образован в 1849 году, в его состав входит 157 населённых пунктов, самые крупные из которых:
| Код INEGI | Населённый пункт                                                          | Численность населения (2005 год) | Численность населения (2010 год) |
| --------- | ------------------------------------------------------------------------- | -------------------------------- | -------------------------------- |
| 043       | Всего                                                                     | 19112                            | 19820                            |
| 0001      | Виктория (исп. Victoria) (административный центр)                         | 2300                             | 2564                             |
| 0108      | Сьенегилья (исп. Cieneguilla) 21°14′54″ с. ш. 100°16′26″ з. д.            | 1077                             | 1190                             |
| 0072      | Лос-Ремедьос (исп. Los Remedios) 21°11′03″ с. ш. 100°11′54″ з. д.         | 933                              | 1015                             |
| 0048      | Мисьон-де-Арнедо (исп. Misión de Arnedo) 21°13′51″ с. ш. 100°15′03″ з. д. | 786                              | 915                              |
| 0084      | Тасахильо (исп. Tasajillo) 21°12′51″ с. ш. 100°12′17″ з. д.               | 868                              | 911                              |
| 0045      | Мильпильяс (исп. Milpillas de Santiago) 21°12′02″ с. ш. 100°10′42″ з. д.  | 760                              | 793                              |
| 0016      | Эль-Кармен (исп. El Carmen) 21°14′26″ с. ш. 100°19′09″ з. д.              | 694                              | 716                              |

## Экономика
По статистическим данным 2000 года, работоспособное население занято по секторам экономики в следующих пропорциях: сельское хозяйство, скотоводство и рыбная ловля — 31,9 %, промышленность и строительство — 27,5 %, сфера обслуживания и туризма — 36,2 %, прочее — 4,4 %.

## Инфраструктура
По статистическим данным 2010 года, инфраструктура развита следующим образом:
- электрификация: 92,4 %;
- водоснабжение: 77,4 %;
- водоотведение: 59,8 %.